# Terry Rozier

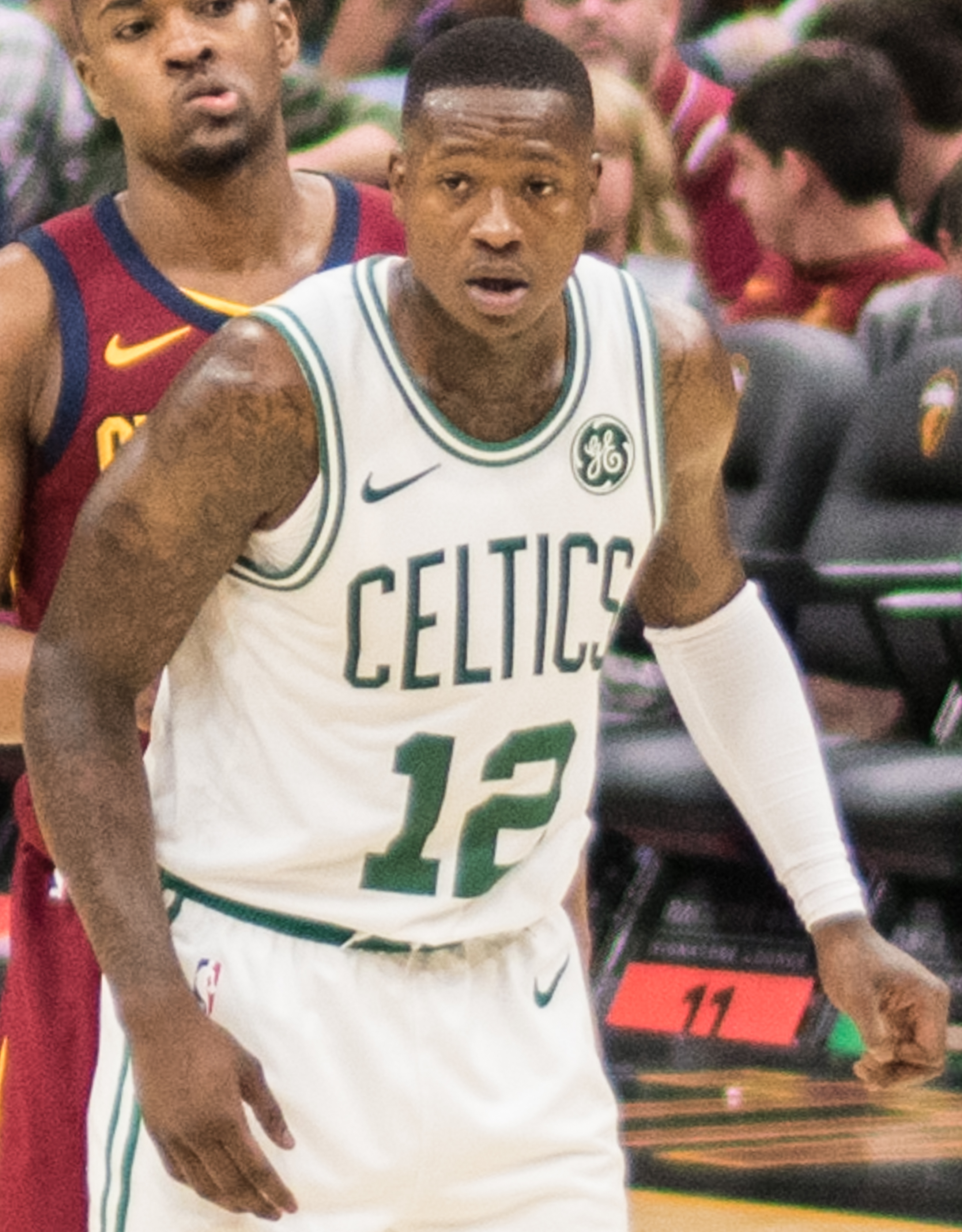
Terry Rozier, 2018.

Terry William Rozier III, född 17 mars 1994 i Youngstown i Ohio, är en amerikansk professionell basketspelare (SG/PG) som spelar för Miami Heat i National Basketball Association (NBA). Han har tidigare spelat för Boston Celtics och Charlotte Hornets.
Rozier draftades av Boston Celtics i första rundan i 2015 års draft som 16:e spelare totalt.
Innan han blev proffs studerade Rozier vid University of Louisville och spelade för universitetets idrottsförening Louisville Cardinals.